# Jacob Jozef van der Beken Pasteel

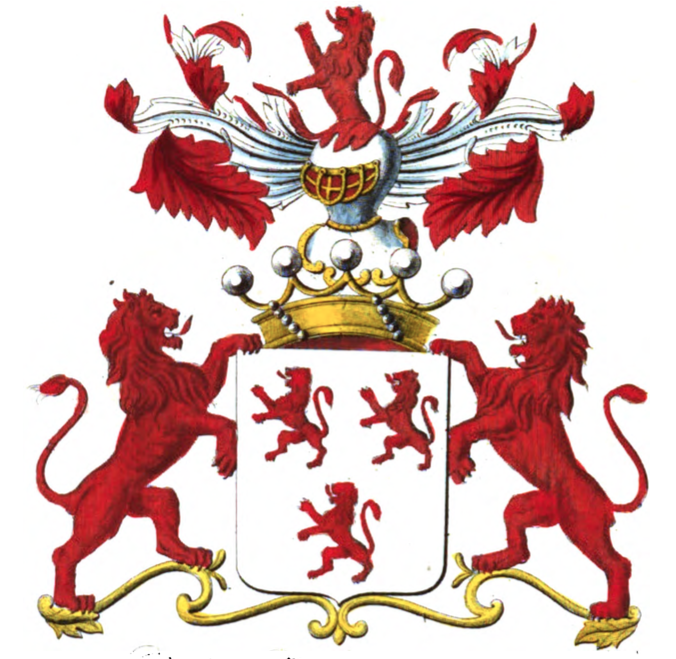
Wapen van de familie Van der Beken Pasteel

Jacob Joseph van der Beken Pasteel (Aarschot, 17 september 1758 - Leuven, 14 mei 1824) was een Zuid-Nederlands edelman.

## Levensloop
Jacques van der Beken was een zoon van Arnould-Joseph van der Beken, secretaris van de stad en van het land van Aarschot, en van Elisabeth van der Beken Pasteel. Hij volgde zijn vader op in zijn beide ambten.
In 1822 werd hij verheven in de erfelijke adel van het Verenigd Koninkrijk der Nederlanden, met de belofte dit zou gewijzigd worden in adelserkenning, indien hij het bewijs kon leveren van afstamming van een oude adellijke Brabantse familie.
In 1787 trouwde hij met Jeanne de Grez (1760-1840), dochter van Jacques de Grez, wapenheraut voor Brabant. Ze kregen zes kinderen.

## Afstammelingen
Onder de afstammelingen van Jacques van der Beken Pasteel zijn te vermelden:
- Joseph Marie Emmanuel van der Beken Pasteel (1787-1875), keizerlijk procureur in Den Bosch, advocaat in Brussel.
- Michel Alexandre Joseph van der Beken Pasteel (1789-1864) trouwde in 1810 met de Eindhovense Aldegonda Smits (1781-1879). Hij promoveerde tot licentiaat in de rechten, werd lid van de Provinciale Staten van Noord-Brabant, lid van de Eerste Kamer, voorzitter van de rechtbank van eerste aanleg in Eindhoven. Na 1830 bleef hij Nederlander. Deze familietak doofde in 1875 uit.
- Pierre Joseph François van der Beken Pasteel (1795-1858) werd advocaat en burgemeester van Oud-Turnhout. Hij trouwde met Rosalie de Vos de Hamme (1788-1837) en vervolgens met Louise van den Berghe (1810-1879). Uit het tweede huwelijk sproten vier kinderen.
  - Adrien van der Beken Pasteel (1841-1916) werd griffier van de provincie Antwerpen en werd ook gedeputeerde voor deze provincie. Hij trouwde met Savina Kervyn (1848-1930).
    - Albert van der Beken Pasteel (1872-1951), doctor in de rechten, trouwde met Marie du Bois de Vroylande (1874-1906). Met afstammelingen tot heden.
    - Paul van der Beken Pasteel (1884-1961) trouwde met barones Jeanne de Borrekens (1890-1971). Met afstammelingen tot heden.